# A. Bailleau
A. Bailleau est un constructeur automobile français.

## Production

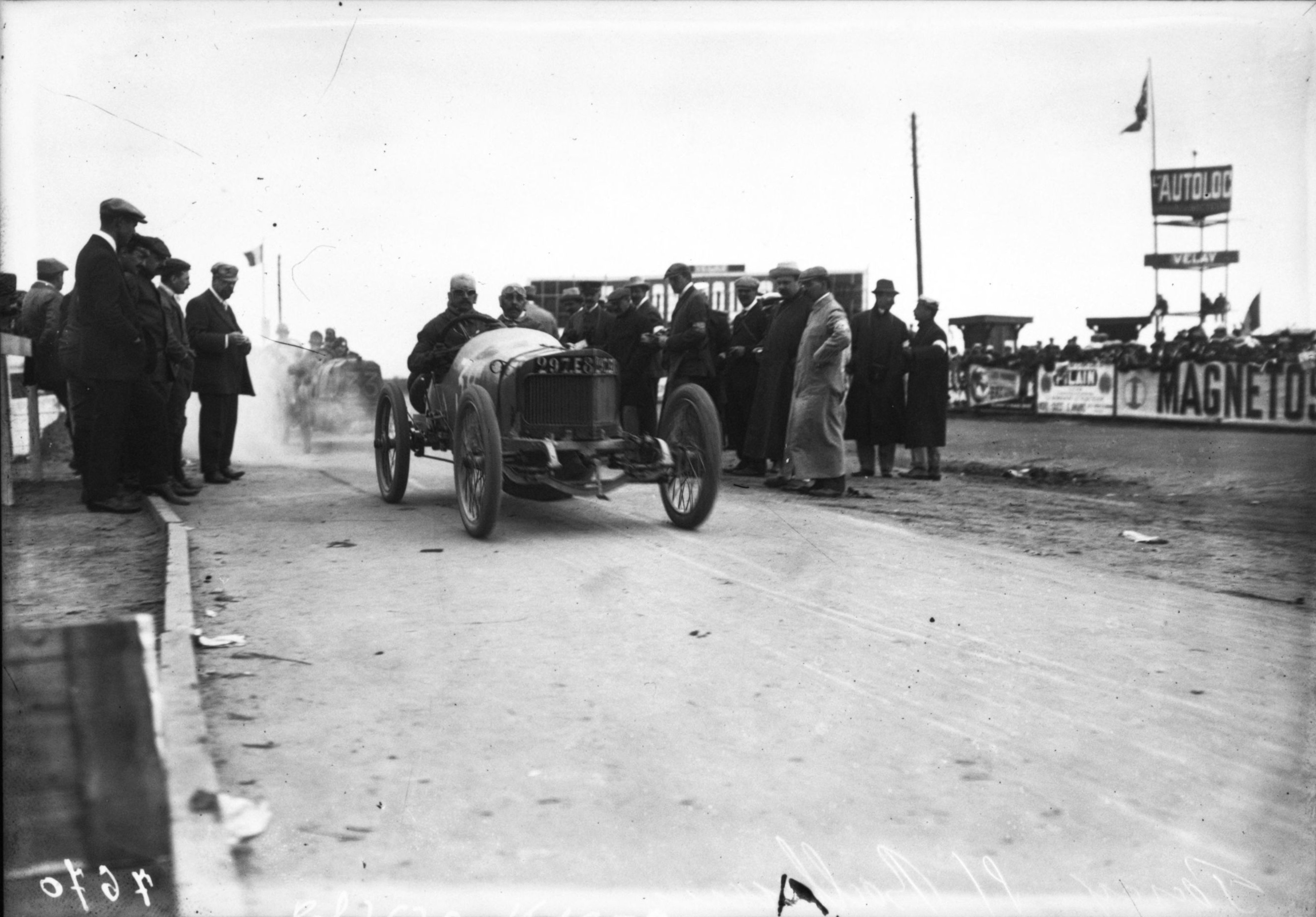
Bailleau au Grand Prix des Voiturettes de Dieppe (1908).

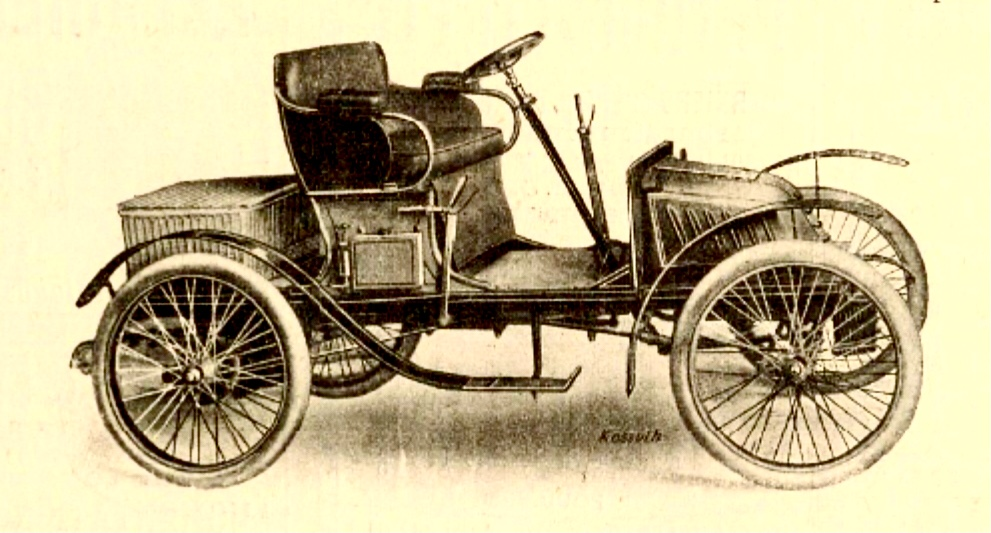
Voiturette Bailleau (1903).

L’entreprise basée à Longjumeau a commencé à produire des automobiles en 1901. Le nom de la marque était Bailleau. Le modèle le moins cher était une voiturette biplace avec un moteur monocylindre intégré de De Dion-Bouton d’une puissance de 2 3/4 Hp était monté sous le siège et entraînait l’essieu arrière via une chaîne. Le moteur était soit refroidi par air, soit refroidi par eau. La cylindrée était de 327 cm3 avec un alésage de 74 mm et une course de 76 mm. Le prix était de 2 400 francs. Le véhicule suivant, plus puissant, était également équipé d’un moteur de Dion-Bouton d’une cylindrée de 402 cm3 avec un alésage de 80 mm et une course de 80 mm. La puissance était de 3,5 HP. Le prix de ce véhicule était de 2 600 francs. En 1904, les modèles 6 CV et 9 CV suivent avec des moteurs de De Dion-Bouton. La 6 CV avait 700 cm3 avec un alésage de 90 mm et une course de 110 mm. La nouveauté de ces modèles était la position du moteur, qui était désormais monté à l’avant. La puissance était transmise au moyen d’un arbre d’entraînement. En 1906, il y avait le modèle 16 CV avec un moteur quatre cylindres. Ce moteur avait 2 545 cm3 avec un alésage de 90 mm et une course de 110 mm. En 1911, la gamme se composait de la 6 CV en monoplace et biplace et de la 10/12 CV quatre places. Les kits de conversion pour véhicules étaient une division de Bailleau.
La production s’est terminée en 1914.